# آبلاک، امیرداغ
ابلاک، امیرداگ (به لاتین: Ablak, Emirdağ) یک  Köy  در ترکیه است که در afyonkarahisar province واقع شده‌است.